# 王從善
王從善（1472年—？），字承吉，号凤林，湖广襄阳府襄阳（今湖北襄阳市）官籍陕西南郑县人。明朝政治人物。

## 生平
弘治十一年（1498年）湖广乡试第二十九名举人，五十二岁中嘉靖二年（1523年）癸未科会试第202名，廷试三甲第176名进士。初授直隶溧水县知县，升吏部主事。累官考功司郎中。

## 著作
有《王凤林文集》四卷，《诗集》三卷，《四库总目》传于世。

## 家族
曾祖王文貴，贈鎮國将軍、都指挥同知。祖父王忠，正千户，贈鎮國将軍、都指挥同知。父王信，後軍都督府都督同知、充漕运总兵官。前母白氏，贈夫人；母杨氏；继母應氏，封夫人。永感下。兄为善，義官；弟继善，署都指挥佥事；復善；明善；王至善，南京兵部郎中；巨善。